# 甲冑魚
甲冑魚（かっちゅうぎょ）とは、一種の原始的な魚類群の総称である。甲皮類（こうひるい、Ostracodermi）の名でも知られており、外皮が硬い骨板や鱗に被われ装甲のようになっている。翼甲類や頭甲類などが含まれる。

## 概要
原始的な特徴をもつ化石動物の一群で、絶滅した無顎類などが含まれる。現生の魚類と比較すると体表がやや骨格化しており、特に頭部は堅い骨質板でおおわれており、甲冑魚と呼ばれる所以にもなっている。
古生代オルドビス紀に現れ、シルル紀（ゴトランド紀とも）〜デボン紀に繁栄した。デボン紀後期の大絶滅によりほとんどが絶滅し、ミシシッピ紀（石炭紀前期）に完全に途絶えた。体長はおよそ15～30cmのものが多かったようである。